# Красотка Шиба
«Красотка Шиба» (англ. Sheba, Baby) — американский блэксплотейшн-боевик Уильяма Гёрдлера 1975 года с Пэм Гриер в главной роли. Последний фильм Пэм Гриер по контракту с American International Pictures.

## Сюжет
Частный детектив Шиба Шейн вынуждена вернуться из Чикаго, где она работает, в свой родной город Луисвилл, так как её отец попал в беду. Он управляет небольшой страховой конторой и сейчас его бизнесу угрожает опасность. Кто-то запугивает владельцев подобных контор и вынуждает закрывать свой бизнес. Шиба видит, что полиция вяло на всё реагирует и решает взять дело в свои руки. Ей помогает партнёр отца Брик, с которым у Шибы в прошлом были отношения.
Гангстеры, которые должны были только напугать отца Шибы, случайно убивают его. Шиба в своём расследовании выходит на гангстера по имени Акула, который обитает на реке на яхте. Шибо отправляется на вечеринку, проходящую на яхте, но её там опознают и берут в плен. В какой-то момент ей удаётся освободиться, а позже прибывает и полиция. Завязывается перестрелка, в которой удаётся ликвидировать всех преступников. Несмотря на уговоры Брика остаться, Шиба возвращается в Чикаго.

## В ролях
- Пэм Гриер — Шиба Шейн
- Остин Стокер — «Брик» Уильямс
- Д’Арвиль Мартин — Пилот
- Руди Челленджер — Энди Шейн
- Дик Меррифилд — «Акула» Меррилл

## Критика
Роджер Эберт дал фильму 1,5 звезды из 4 и выразил пожелание, чтобы «экранная личность Пэм Гриер использовалась в более качественном фильме с большими амбициями».